# Échandelys
Échandelys è un comune francese di 249 abitanti situato nel dipartimento del Puy-de-Dôme nella regione dell'Alvernia-Rodano-Alpi.

## Storia

### Simboli
Lo stemma del comune di Échandelys si blasona:
Stemma adottato nel 2014. La Madonna è la patrona della parrocchia, intitolata a Notre Dame de la Chaise. Le stelle provengono dallo stemma della famiglia des Roys (d'oro, alla banda di rosso, caricata di tre stelle d'argento). Il ricciolo di pastorale ricorda l'appartenenza della parrocchia all'abbazia di Chaise-Dieu. L'abete su un campo di gigli simbolizza la foresta nazionale di Bois Grand.

## Società

### Evoluzione demografica
Abitanti censiti